# Christian Gottfried Körner
Christian Gottfried Körner (Lipcse, 1756. július 2. – Berlin, 1831. május 13.) német író, Carl Theodor Körner költő és Emma Sophie Körner festő apja.

## Pályája
Drezdában főszentszéki, majd főtörvényszéki tanácsos volt. Házában nagyon sok szellemi előkelőség fordult meg, köztük Friedrich Schiller, aki sokáig tartózkodott nála. Mikor fia katona akart lenni, lelkesedve adta meg rá az engedélyt. Körner adta ki Schiller összes műveit életrajzi toldalékkal (Stuttgart, 1812-15, 12 kötet). Schillerrel folytatott levelezéseit Gödecke adta ki (Berlin, 1847, 3. kiad.).

## Saját művei
- Aesthetische Ansichten (Lipcse, 1808)
- Deutschlands Hoffnungen (Lipcse, 1813)